# 6699 Igaueno
6699 Igaueno (1987 YK) là một tiểu hành tinh vành đai chính được phát hiện ngày 19 tháng 12 năm 1987 bởi T. Seki ở Geisei.